# Případ Dobrovoljačka
Případ Dobrovoljačka (srbochorvatsky Slučaj Dobrovoljačka/Случај Добровољачка) představuje ozbrojený střet mezi vojsky Armády Bosny a Hercegoviny a Jugoslávskou lidovou armádou. Odehrál se dne 3. května 1992. Na kolonu jednotek JNA, která se stahovala z bosenské metropole zaútočily jednotky ArBiH. Počet obětí útoku je sporný a pohybuje se od několika jednotek až po několik desítek. 
Útok byl považován za odvetu, kterou bosenská armáda vykonala po zajetí prezidenta Aliji Izetbegoviće den předtím na sarajevském letišti. 
Po dlouhém vyjednávání mezi jednotkami UNPROFOR a Předsednictvem Bosny a Hercegoviny, kdy padala celá řada urážek a výhrůžek bylo dojednáno stažení jednotek Jugoslávské lidové armády z kasáren na území města Sarajeva. Právě onen zmíněný bosenský prezident se rozhodl být garantem dohody, a nasedl do jednoho z vozidel JNA aby tak dal příslušníkům jugoslávského vojska najevo, že na konvoj nebude podniknut útok. V čele konvoje jelo bílé vozidlo jednotek UNPROFOR.
I přesto však jednotky Armády Bosny a Hercegoviny, Zelených baretů a Patriotské ligy zahájily v okamžiku, kdy se konvoj přiblížil do ulice Dobrovoljačka palbu.
Případ, který se odehrál na začátku Války v Bosně a Hercegovině, měl i soudní dohru. Bosenští političtí představitelé, kteří vydali rozkaz k útoku na konvoj, byli stíháni za válečné zločiny a případem se zabýval i Mezinárodní trestní tribunál v Haagu.